# Açoreira (Alvites)
Açoreira é uma aldeia portuguesa da freguesia de Alvites, Município de Mirandela, com cerca de 12 habitantes, sendo que apenas 1/3 têm uma idade inferior a 75 anos. 
Situa-se esta aldeia no extremo Este da sua freguesia e no limite com o Município de Macedo de Cavaleiros. No limite da Açoreira foi registada uma mina de antimónio em 1882.